# Llista de topònims de Sant Sadurní d'Anoia
Llista de topònims (noms propis de lloc) del municipi de Sant Sadurní d'Anoia, a l'Alt Penedès
Informació actualitzada per un bot. Els canvis manuals es perdran quan s'actualitzi!

## casa
| imatge | Nom                                    | Ubicat a             | instància de | Detalls                                                                                             | coordenades | Protecció                                  | Commons (més fotos)                    | Dades a WD                    |
| ------ | -------------------------------------- | -------------------- | ------------ | --------------------------------------------------------------------------------------------------- | --- | ------------------------------------------ | -------------------------------------- | ----------------------------- |
|        | Ca la Remei                            | Sant Sadurní d'Anoia | casa         | Estil: noucentisme                                                                                  | 41° 26′ 34″ N, 1° 47′ 49″ E / 41.442741°N,1.79707°E ca:Barri de Can Catasús, núm. 21, crtra. de Sant Sadurní a Masquefa | bé integrant del patrimoni cultural català | Ca la Remei (Sant Sadurní d'Anoia)     | Modifica les dades a Wikidata |
|        | Cal Calixtus                           | Sant Sadurní d'Anoia | casa         | Estil: arquitectura eclèctica                                                                       | 41° 25′ 23″ N, 1° 47′ 22″ E / 41.4231°N,1.78932°E ca:Carrer Diputació, 26                                               | bé cultural d'interès local                | Cal Calixtus                           | Modifica les dades a Wikidata |
|        | Cal Mota                               | Sant Sadurní d'Anoia | casa         | Estil: arquitectura eclèctica                                                                       | 41° 25′ 26″ N, 1° 47′ 04″ E / 41.424°N,1.78449°E ca:Carrer Raval, 23 / Carrer Josep Rovira                              | bé cultural d'interès local                | Cal Mota                               | Modifica les dades a Wikidata |
|        | Can Bosch                              | Sant Sadurní d'Anoia | casa         | Estil: arquitectura eclèctica                                                                       | 41° 25′ 28″ N, 1° 47′ 07″ E / 41.424507°N,1.785206°E                                                                    | bé integrant del patrimoni cultural català | Can Bosch (Sant Sadurní d'Anoia)       | Modifica les dades a Wikidata |
|        | Can Guineu                             | Sant Sadurní d'Anoia | casa         | Estil: arquitectura eclèctica                                                                       | 41° 25′ 28″ N, 1° 47′ 16″ E / 41.4244°N,1.7877°E ca:Carrer Hospital, 14                                                 | bé cultural d'interès local                | Can Guineu (Sant Sadurní d'Anoia)      | Modifica les dades a Wikidata |
|        | Casa Bagués                            | Sant Sadurní d'Anoia | casa         | Estil: noucentisme                                                                                  | 41° 25′ 25″ N, 1° 47′ 06″ E / 41.423618°N,1.785077°E ca:Carrer Sant Antoni, 75                                          | bé integrant del patrimoni cultural català | Casa Bagués (Sant Sadurní d'Anoia)     | Modifica les dades a Wikidata |
|        | Casa Casanovas                         | Sant Sadurní d'Anoia | casa         | Estil: arquitectura neoclàssica                                                                     | 41° 25′ 31″ N, 1° 47′ 06″ E / 41.4254°N,1.78509°E ca:Plaça de l'Homenatge a la Vellesa, 1                               | bé integrant del patrimoni cultural català | Casa Casanovas (Sant Sadurní d'Anoia)  | Modifica les dades a Wikidata |
|        | Casa Formosa                           | Sant Sadurní d'Anoia | casa         | Arquitecte: Francesc Folguera i Grassi Estil: noucentisme                                           | 41° 25′ 27″ N, 1° 47′ 10″ E / 41.424119°N,1.78599°E ca:Carrer Dr. Escayola, 7-9                                         | bé cultural d'interès local                | Casa Formosa                           | Modifica les dades a Wikidata |
|        | Casa Formosa Ragué                     | Sant Sadurní d'Anoia | casa         | Arquitecte: Ramon Maria Riudor i Capella Estil: arquitectura modernista arquitectura eclèctica 1892 | 41° 25′ 26″ N, 1° 47′ 18″ E / 41.424°N,1.78838°E ca:carrer Diputació, 1 / carrer Marc Mir                               | bé cultural d'interès local                | Casa Formosa Ragué                     | Modifica les dades a Wikidata |
|        | Casa Gabarró                           | Sant Sadurní d'Anoia | casa         | Estil: arquitectura eclèctica                                                                       | 41° 25′ 24″ N, 1° 47′ 21″ E / 41.423463°N,1.789104°E ca:Carrer Diputació, 25                                            | bé integrant del patrimoni cultural català | Casa Gabarró (Sant Sadurní d'Anoia)    | Modifica les dades a Wikidata |
|        | Casa Gibert                            | Sant Sadurní d'Anoia | casa         | Estil: noucentisme                                                                                  | 41° 25′ 22″ N, 1° 47′ 22″ E / 41.422914°N,1.789557°E                                                                    | bé integrant del patrimoni cultural català | Casa Gibert                            | Modifica les dades a Wikidata |
|        | Casa Josep Mestres                     | Sant Sadurní d'Anoia | casa         | Estil: historicisme arquitectònic                                                                   | 41° 25′ 27″ N, 1° 47′ 11″ E / 41.4243°N,1.78651°E ca:Plaça de la Vila, 8                                                | bé cultural d'interès local                | Casa Josep Mestres                     | Modifica les dades a Wikidata |
|        | Casa Lluís Mestres                     | Sant Sadurní d'Anoia | casa         | Estil: modernisme català arquitectura modernista                                                    | 41° 25′ 26″ N, 1° 47′ 04″ E / 41.424°N,1.78434°E ca:Carrer Raval, 25                                                    | bé cultural d'interès local                | Casa Lluís Mestres                     | Modifica les dades a Wikidata |
|        | Casa Madurell                          | Sant Sadurní d'Anoia | casa         | Estil: neoclassicisme                                                                               | 41° 25′ 29″ N, 1° 47′ 18″ E / 41.424585°N,1.78835°E ca:Carrer Església, 10-12                                           | bé cultural d'interès local                | Casa Madurell (Sant Sadurní d'Anoia)   | Modifica les dades a Wikidata |
|        | Casa Maria Sàbat                       | Sant Sadurní d'Anoia | casa         | Arquitecte: Josep Maria Jujol i Gibert Estil: arquitectura modernista 1900s                         | 41° 25′ 27″ N, 1° 47′ 04″ E / 41.4241°N,1.78451°E ca:carrer Raval, 6                                                    | bé cultural d'interès local                | Casa Maria Sàbat                       | Modifica les dades a Wikidata |
|        | Casa Mas                               | Sant Sadurní d'Anoia | casa         | Estil: noucentisme                                                                                  | 41° 25′ 22″ N, 1° 47′ 23″ E / 41.422805°N,1.789693°E                                                                    | bé integrant del patrimoni cultural català | Casa Mas (Sant Sadurní d'Anoia)        | Modifica les dades a Wikidata |
|        | Casa Raül Mir                          | Sant Sadurní d'Anoia | casa         | Estil: arquitectura eclèctica 19th century                                                          | 41° 25′ 27″ N, 1° 47′ 05″ E / 41.424127°N,1.784633°E ca:C. del Raval, 10                                                | bé integrant del patrimoni cultural català | Casa Raül Mir                          | Modifica les dades a Wikidata |
|        | Casa Rovira                            | Sant Sadurní d'Anoia | casa         | Estil: arquitectura eclèctica                                                                       | 41° 25′ 30″ N, 1° 47′ 06″ E / 41.4251°N,1.78493°E                                                                       | bé integrant del patrimoni cultural català | Casa Rovira (Sant Sadurní d'Anoia)     | Modifica les dades a Wikidata |
|        | Casa Salvador Gibert                   | Sant Sadurní d'Anoia | casa         | Estil: noucentisme                                                                                  | 41° 25′ 23″ N, 1° 47′ 22″ E / 41.422971°N,1.789478°E                                                                    | bé integrant del patrimoni cultural català | Casa Salvador Gibert                   | Modifica les dades a Wikidata |
|        | Cases de Cal Rafael Paleta             | Sant Sadurní d'Anoia | casa         | Estil: arquitectura eclèctica Estat: enderrocat o destruït                                          | 41° 25′ 25″ N, 1° 47′ 20″ E / 41.423601°N,1.788933°E                                                                    | bé integrant del patrimoni cultural català | Cases de Cal Rafael Paleta             | Modifica les dades a Wikidata |
|        | Conjunt de nou cases entre mitgeres    | Sant Sadurní d'Anoia | casa         | Estil: arquitectura popular                                                                         | 41° 26′ 51″ N, 1° 47′ 07″ E / 41.44741°N,1.785402°E                                                                     | bé integrant del patrimoni cultural català | Conjunt de nou cases entre mitgeres    | Modifica les dades a Wikidata |
|        | cal Barber                             | Sant Sadurní d'Anoia | casa         | Estil: arquitectura modernista 20th century                                                         | 41° 26′ 37″ N, 1° 47′ 50″ E / 41.443473°N,1.797356°E ca:Carrer Can Catassús, 7 128 msnm                                 | bé integrant del patrimoni cultural català | Cal Barber (Sant Sadurní d'Anoia)      | Modifica les dades a Wikidata |
|        | cal Gual                               | Sant Sadurní d'Anoia | casa         | Estil: arquitectura eclèctica 19th century                                                          | 41° 25′ 25″ N, 1° 47′ 18″ E / 41.423579°N,1.788431°E ca:C. Diputació, 4 160 msnm                                        | bé cultural d'interès local                | Cal Gual (Sant Sadurní d'Anoia)        | Modifica les dades a Wikidata |
|        | cal Lisu                               | Sant Sadurní d'Anoia | casa         | Estil: arquitectura popular 19th century                                                            | 41° 25′ 25″ N, 1° 46′ 55″ E / 41.423524°N,1.782071°E ca:C. Vilafranca, 35 163 msnm                                      | bé integrant del patrimoni cultural català | Cal Lisu                               | Modifica les dades a Wikidata |
|        | cal Mir                                | Sant Sadurní d'Anoia | casa         | 16th century                                                                                        | 41° 25′ 28″ N, 1° 46′ 26″ E / 41.424498°N,1.773965°E ca:Camí de Can Mota - Casetes de Can Mir 192 msnm                  | bé cultural d'interès local                | Cal Mir (Sant Sadurní d'Anoia)         | Modifica les dades a Wikidata |
|        | cal Pere de la Munda                   | Sant Sadurní d'Anoia | casa         | Estil: arquitectura popular                                                                         | 41° 25′ 23″ N, 1° 46′ 54″ E / 41.423185°N,1.781593°E ca:C. Vilafranca, 63 162 msnm                                      | bé integrant del patrimoni cultural català | Cal Pere de la Munda                   | Modifica les dades a Wikidata |
|        | cal Solà                               | Sant Sadurní d'Anoia | casa         | Estil: arquitectura modernista 20th century                                                         | 41° 25′ 26″ N, 1° 47′ 13″ E / 41.4238°N,1.786949°E ca:Carrer Sant Antoni, 17 7 msnm                                     | bé integrant del patrimoni cultural català | Cal Solà (Sant Sadurní d'Anoia)        | Modifica les dades a Wikidata |
|        | casa Botet                             | Sant Sadurní d'Anoia | casa         | Estil: arquitectura eclèctica 19th century                                                          | 41° 25′ 27″ N, 1° 47′ 01″ E / 41.424185°N,1.783681°E ca:C. del Raval, 40 172 msnm                                       | bé integrant del patrimoni cultural català | Casa Botet                             | Modifica les dades a Wikidata |
|        | casa Esclasans                         | Sant Sadurní d'Anoia | casa         | Arquitecte: Eugeni Campllonch i Parés Ubald Iranzo i Eiras Estil: arquitectura eclèctica            | 41° 25′ 24″ N, 1° 47′ 20″ E / 41.4234°N,1.78881°E ca:Carrer Diputació, 14                                               | bé integrant del patrimoni cultural català | Casa Esclasans (Sant Sadurní d'Anoia)  | Modifica les dades a Wikidata |
|        | casa Miró                              | Sant Sadurní d'Anoia | casa         | Estil: noucentisme 20th century                                                                     | 41° 25′ 22″ N, 1° 47′ 25″ E / 41.422822°N,1.79024°E ca:Pl. de Manuel Raventós, 10 147 msnm                              | bé cultural d'interès local                | Casa Miró (Sant Sadurní d'Anoia)       | Modifica les dades a Wikidata |
|        | casa Moliner                           | Sant Sadurní d'Anoia | casa         | Estil: noucentisme 20th century                                                                     | 41° 25′ 29″ N, 1° 47′ 00″ E / 41.424605°N,1.783362°E ca:C. Pi i Margall, 6 174 msnm                                     | bé integrant del patrimoni cultural català | Casa Moliner (Sant Sadurní d'Anoia)    | Modifica les dades a Wikidata |
|        | casa Nadal                             | Sant Sadurní d'Anoia | casa         | Estil: noucentisme 1926                                                                             | 41° 25′ 25″ N, 1° 47′ 06″ E / 41.423613°N,1.784978°E ca:C. Sant Antoni, 77 170 msnm                                     | bé integrant del patrimoni cultural català | Casa Nadal (Sant Sadurní d'Anoia)      | Modifica les dades a Wikidata |
|        | casa Salvador Mota                     | Sant Sadurní d'Anoia | casa         | Estil: arquitectura eclèctica 19th century                                                          | 41° 25′ 27″ N, 1° 47′ 00″ E / 41.424221°N,1.783303°E ca:C. del Raval, 46                                                | bé integrant del patrimoni cultural català | Casa Salvador Mota                     | Modifica les dades a Wikidata |
|        | cases bessones al carrer de l'Hospital | Sant Sadurní d'Anoia | casa         | Arquitecte: Miquel Madorell i Rius Estil: arquitectura popular 1911                                 | 41° 25′ 28″ N, 1° 47′ 17″ E / 41.424494°N,1.787961°E ca:C. de l'Hospital, 25 - c. de l'Església, 1 160 msnm             | bé integrant del patrimoni cultural català | Cases bessones al carrer de l'Hospital | Modifica les dades a Wikidata |
|        | habitatge al carrer Sant Antoni, 119   | Sant Sadurní d'Anoia | casa         | Estil: arquitectura popular                                                                         | 41° 25′ 25″ N, 1° 47′ 01″ E / 41.423523°N,1.783711°E                                                                    | bé integrant del patrimoni cultural català | Habitatge al carrer Sant Antoni, 119   | Modifica les dades a Wikidata |

## celler
| imatge | Nom                   | Ubicat a             | instància de   | Detalls                                                                                  | coordenades                                                            | Protecció                                            | Commons (més fotos)         | Dades a WD                    |
| ------ | --------------------- | -------------------- | -------------- | ---------------------------------------------------------------------------------------- | ---------------------------------------------------------------------- | ---------------------------------------------------- | --------------------------- | ----------------------------- |
|        | Castellblanch         | Sant Sadurní d'Anoia | celler         | 1908                                                                                     | 41° 25′ 23″ N, 1° 46′ 50″ E / 41.4231°N,1.78045°E                      | bé integrant del patrimoni cultural català           | Caves Castellblanch         | Modifica les dades a Wikidata |
|        | Cava Canals i Domingo | Sant Sadurní d'Anoia | celler         |                                                                                          | 41° 25′ 20″ N, 1° 46′ 28″ E / 41.422231°N,1.774321°E 184 msnm          |                                                      | Cava Canals i Domingo       | Modifica les dades a Wikidata |
|        | Caves Canals i Munné  | Sant Sadurní d'Anoia | celler         |                                                                                          | 41° 25′ 09″ N, 1° 46′ 44″ E / 41.419202°N,1.77882°E                    |                                                      | Caves Canals i Munné        | Modifica les dades a Wikidata |
|        | Caves Ventura Soler   | Sant Sadurní d'Anoia | celler edifici |                                                                                          | 41° 25′ 25″ N, 1° 48′ 03″ E / 41.423687°N,1.800749°E 147 msnm          |                                                      | Caves Ventura Soler         | Modifica les dades a Wikidata |
|        | Gramona               | Sant Sadurní d'Anoia | celler         | 1881                                                                                     | 41° 25′ 38″ N, 1° 46′ 21″ E / 41.427275°N,1.772474°E 205 msnm          |                                                      | Gramona                     | Modifica les dades a Wikidata |
|        | Recaredo              | Sant Sadurní d'Anoia | celler         | 1924                                                                                     | 41° 25′ 31″ N, 1° 47′ 13″ E / 41.42519444444444°N,1.7868916666666668°E |                                                      | Recaredo (cellar)           | Modifica les dades a Wikidata |
|        | Torelló               | Sant Sadurní d'Anoia | celler         | 1951                                                                                     |                                                                        |                                                      |                             | Modifica les dades a Wikidata |
|        | caves Codorniu        | Sant Sadurní d'Anoia | celler         | Arquitecte: Josep Puig i Cadafalch Estil: modernisme català arquitectura modernista 1902 | 41° 26′ 07″ N, 1° 47′ 55″ E / 41.4353°N,1.79861°E                      | bé d'interès cultural bé cultural d'interès nacional | Museu de les Caves Codorniu | Modifica les dades a Wikidata |

## cementiri
| imatge | Nom                               | Ubicat a             | instància de | Detalls | coordenades                                                                    | Protecció                                  | Commons (més fotos)            | Dades a WD                    |
| ------ | --------------------------------- | -------------------- | ------------ | ------- | ------------------------------------------------------------------------------ | ------------------------------------------ | ------------------------------ | ----------------------------- |
|        | cementiri de Monistrol            | Sant Sadurní d'Anoia | cementiri    |         | 41° 27′ 04″ N, 1° 47′ 02″ E / 41.45098°N,1.78381°E                             | bé integrant del patrimoni cultural català | Cementiri de Monistrol d'Anoia | Modifica les dades a Wikidata |
|        | cementiri de Sant Sadurní d'Anoia | Sant Sadurní d'Anoia | cementiri    |         | 41° 25′ 42″ N, 1° 47′ 35″ E / 41.428306°N,1.79313°E ca:Passeig de Can Codorniu | bé integrant del patrimoni cultural català | Sant Sadurní d'Anoia Cemetery  | Modifica les dades a Wikidata |

## curs d'aigua
| imatge | Nom                    | Ubicat a                         | instància de | Detalls                                        | coordenades                                                                                               | Protecció | Commons (més fotos) | Dades a WD                    |
| ------ | ---------------------- | -------------------------------- | ------------ | ---------------------------------------------- | --- | --------- | ------------------- | ----------------------------- |
|        | Anoia                  | Anoia Baix Llobregat Alt Penedès | curs d'aigua | Desemboca: Llobregat Llarg: 64km Conca: 929km² | 41° 28′ 43″ N, 1° 56′ 06″ E / 41.4785217°N,1.9351196°E                                                    |           | Anoia River         | Modifica les dades a Wikidata |
|        | riera de Lavernó       | Subirats Sant Sadurní d'Anoia    | curs d'aigua | Desemboca: Anoia                               | 41° 23′ 58″ N, 1° 45′ 03″ E / 41.399494°N,1.750866°E 41° 25′ 32″ N, 1° 48′ 57″ E / 41.425479°N,1.815943°E |           | Riera de Lavernó    | Modifica les dades a Wikidata |
|        | torrent de Can Llopard | Sant Sadurní d'Anoia             | curs d'aigua | Desemboca: Anoia                               | 41° 26′ 21″ N, 1° 47′ 53″ E / 41.4393°N,1.79817°E                                                         |           |                     | Modifica les dades a Wikidata |

## edifici
| imatge | Nom                                            | Ubicat a             | instància de                   | Detalls                                                                      | coordenades                                                                                              | Protecció                                  | Commons (més fotos)                               | Dades a WD                    |
| ------ | ---------------------------------------------- | -------------------- | ------------------------------ | ---------------------------------------------------------------------------- | --- | ------------------------------------------ | ------------------------------------------------- | ----------------------------- |
|        | Antigues escoles públiques                     | Sant Sadurní d'Anoia | edifici                        | Arquitecte: Miquel Madorell i Rius Estil: arquitectura modernista 1904 1900s | 41° 25′ 31″ N, 1° 47′ 09″ E / 41.425182°N,1.785748°E ca:Plaça de l'Homenatge a la Vellesa                | bé cultural d'interès local                | Antigues Escoles Públiques (Sant Sadurní d'Anoia) | Modifica les dades a Wikidata |
|        | Ateneu Agrícola                                | Sant Sadurní d'Anoia | edifici ateneu                 | Estil: modernisme català arquitectura modernista                             | 41° 25′ 23″ N, 1° 47′ 03″ E / 41.4231°N,1.78417°E                                                        | bé cultural d'interès local                | Ateneu Agrícola (Sant Sadurní d'Anoia)            | Modifica les dades a Wikidata |
|        | Cal Canalets                                   | Sant Sadurní d'Anoia | edifici                        |                                                                              | | bé integrant del patrimoni cultural català |                                                   | Modifica les dades a Wikidata |
|        | Cal Catassús                                   | Sant Sadurní d'Anoia | edifici                        |                                                                              | | bé integrant del patrimoni cultural català |                                                   | Modifica les dades a Wikidata |
|        | Cal Mas de la Riera                            | Sant Sadurní d'Anoia | edifici                        | Estil: arquitectura popular                                                  | | bé integrant del patrimoni cultural català |                                                   | Modifica les dades a Wikidata |
|        | Can Llopart de les Alzines                     | Sant Sadurní d'Anoia | edifici                        |                                                                              | | bé integrant del patrimoni cultural català |                                                   | Modifica les dades a Wikidata |
|        | Can Prunamala                                  | Sant Sadurní d'Anoia | edifici                        | Estil: arquitectura popular                                                  | | bé integrant del patrimoni cultural català |                                                   | Modifica les dades a Wikidata |
|        | Can Romeu dels Borrulls                        | Sant Sadurní d'Anoia | edifici                        | Estil: arquitectura popular                                                  | | bé integrant del patrimoni cultural català |                                                   | Modifica les dades a Wikidata |
|        | Can Xurriu                                     | Sant Sadurní d'Anoia | edifici                        |                                                                              | 41° 25′ 28″ N, 1° 47′ 17″ E / 41.42452°N,1.78806°E                                                       | bé integrant del patrimoni cultural català |                                                   | Modifica les dades a Wikidata |
|        | Casa dels Avis                                 | Sant Sadurní d'Anoia | edifici                        |                                                                              | 41° 25′ 25″ N, 1° 47′ 27″ E / 41.42366°N,1.79078°E ca:C. Torres i Bages, 16-18 150 msnm                  | bé integrant del patrimoni cultural català | Casa dels Avis (Sant Sadurní d'Anoia)             | Modifica les dades a Wikidata |
|        | Caves Freixenet                                | Sant Sadurní d'Anoia | edifici                        | Estil: noucentisme                                                           | 41° 25′ 15″ N, 1° 47′ 40″ E / 41.420829°N,1.79432°E ca:Carrer Joan Sala, 2                               | bé cultural d'interès local                | Caves Freixenet                                   | Modifica les dades a Wikidata |
|        | Caves Marquès de Monistrol                     | Sant Sadurní d'Anoia | edifici                        | Estil: arquitectura popular                                                  | 41° 26′ 50″ N, 1° 47′ 11″ E / 41.447287°N,1.786332°E                                                     | bé integrant del patrimoni cultural català | Caves Marquès de Monistrol                        | Modifica les dades a Wikidata |
|        | Caves Miró                                     | Sant Sadurní d'Anoia | edifici                        | Arquitecte: Cèsar Martinell i Brunet Estil: noucentisme                      | 41° 25′ 22″ N, 1° 47′ 25″ E / 41.4228°N,1.79025°E ca:Plaça Manuel Raventós, 8                            | bé integrant del patrimoni cultural català | Caves Miró                                        | Modifica les dades a Wikidata |
|        | Caves Montesquius                              | Sant Sadurní d'Anoia | edifici                        | Estil: arquitectura popular                                                  | 41° 25′ 26″ N, 1° 46′ 51″ E / 41.42398°N,1.78089°E                                                       | bé integrant del patrimoni cultural català | Caves Montesquiu                                  | Modifica les dades a Wikidata |
|        | Celler d'Espiells                              | Sant Sadurní d'Anoia | edifici                        | 20th century                                                                 | 41° 26′ 38″ N, 1° 48′ 47″ E / 41.443813°N,1.812985°E                                                     | bé cultural d'interès local                | Celler d'Espiells                                 | Modifica les dades a Wikidata |
|        | Escola de Viticultura Mercè Rossell i Domènech | Sant Sadurní d'Anoia | edifici organització educativa | 1987 Anomenat per: Mercè Rossell Domènech                                    | 41° 26′ 25″ N, 1° 48′ 39″ E / 41.44037778°N,1.81080278°E                                                 |                                            |                                                   | Modifica les dades a Wikidata |
|        | Fassina de Can Guineu                          | Sant Sadurní d'Anoia | edifici                        | Estil: arquitectura popular                                                  | 41° 25′ 29″ N, 1° 47′ 16″ E / 41.4246°N,1.78766°E ca:Carrer Hospital, 23                                 | bé cultural d'interès local                | Fassina de Can Guineu                             | Modifica les dades a Wikidata |
|        | Hospital Fundació Ferrer i Salles              | Sant Sadurní d'Anoia | edifici                        | Estil: modernisme català arquitectura modernista                             | 41° 25′ 24″ N, 1° 47′ 26″ E / 41.4232°N,1.79067°E ca:Plaça Manel Raventós                                | bé cultural d'interès local                | Hospital Fundació Ferrer i Salles                 | Modifica les dades a Wikidata |
|        | Magatzems Santacana Roig                       | Sant Sadurní d'Anoia | edifici                        | Arquitecte: Domènec Boada i Piera Estil: arquitectura modernista 1912        | 41° 25′ 22″ N, 1° 47′ 03″ E / 41.4228°N,1.78424°E ca:carrer Josep Rovira, 27                             | bé cultural d'interès local                | Magatzems Santacana Roig                          | Modifica les dades a Wikidata |
|        | Masoveria d'Espiells                           | Sant Sadurní d'Anoia | edifici masia                  |                                                                              | 41° 26′ 27″ N, 1° 48′ 36″ E / 41.4408349672903°N,1.81010701729403°E                                      |                                            |                                                   | Modifica les dades a Wikidata |
|        | Molí de l'Aixertell                            | Sant Sadurní d'Anoia | edifici                        | Estil: arquitectura popular                                                  | | bé integrant del patrimoni cultural català |                                                   | Modifica les dades a Wikidata |
|        | Molí del Guineu                                | Sant Sadurní d'Anoia | edifici                        | Estil: arquitectura popular                                                  | | bé integrant del patrimoni cultural català |                                                   | Modifica les dades a Wikidata |
|        | edifici Caixa de Pensions                      | Sant Sadurní d'Anoia | edifici                        | Estil: noucentisme 1931                                                      | 41° 25′ 27″ N, 1° 47′ 17″ E / 41.42405°N,1.78811°E ca:C. Hospital, 26 - c. Francesc Moragas, 1 160 msnm  | bé cultural d'interès local                | Edifici Caixa de Pensions (Sant Sadurní d'Anoia)  | Modifica les dades a Wikidata |
|        | edifici Índex                                  | Sant Sadurní d'Anoia | edifici                        | 20th century                                                                 | 41° 25′ 26″ N, 1° 47′ 26″ E / 41.423866°N,1.790524°E ca:C. Torres i Bages - c. Pompeu Fabra, 34 150 msnm | bé cultural d'interès local                | Edifici Índex                                     | Modifica les dades a Wikidata |
|        | el Centre                                      | Sant Sadurní d'Anoia | edifici                        |                                                                              | 41° 25′ 24″ N, 1° 47′ 16″ E / 41.42344°N,1.78766°E                                                       | bé integrant del patrimoni cultural català | Centre (Sant Sadurní d'Anoia)                     | Modifica les dades a Wikidata |
|        | el Molinet                                     | Sant Sadurní d'Anoia | edifici                        | Estil: arquitectura popular                                                  | | bé integrant del patrimoni cultural català |                                                   | Modifica les dades a Wikidata |
|        | la Cambra                                      | Sant Sadurní d'Anoia | edifici                        | Estat: enderrocat o destruït                                                 | 41° 25′ 29″ N, 1° 47′ 07″ E / 41.42459°N,1.78517°E ca:C. Montserrat, 16 (enderrocada) 165 msnm           | bé integrant del patrimoni cultural català | La Cambra (Sant Sadurní d'Anoia)                  | Modifica les dades a Wikidata |
|        | magatzem Carbó                                 | Sant Sadurní d'Anoia | edifici                        | Estil: arquitectura popular                                                  | 41° 25′ 30″ N, 1° 47′ 03″ E / 41.425066°N,1.784221°E ca:C. de Sant Isidre, 15                            | bé integrant del patrimoni cultural català | Magatzem Carbó                                    | Modifica les dades a Wikidata |

## entitat singular de població
| imatge | Nom                  | Ubicat a             | instància de                                   | Detalls   | coordenades                                                                  | Protecció | Commons (més fotos)        | Dades a WD                    |
| ------ | -------------------- | -------------------- | ---------------------------------------------- | --------- | ---------------------------------------------------------------------------- | --------- | -------------------------- | ----------------------------- |
|        | Can Benet de la Prua | Sant Sadurní d'Anoia | entitat singular de població                   | 67 hab    | 41° 27′ 42″ N, 1° 47′ 43″ E / 41.46158056°N,1.79536111°E 222 msnm            |           | Can Benet de la Prua       | Modifica les dades a Wikidata |
|        | Can Catassús         | Sant Sadurní d'Anoia | entitat singular de població                   | 98 hab    | 41° 26′ 37″ N, 1° 47′ 19″ E / 41.443493711588°N,1.7886394196793°E 129 msnm   |           |                            | Modifica les dades a Wikidata |
|        | Espiells             | Sant Sadurní d'Anoia | entitat singular de població                   | 45 hab    | 41° 26′ 23″ N, 1° 48′ 38″ E / 41.4396240380755°N,1.81059596709361°E 181 msnm |           |                            | Modifica les dades a Wikidata |
|        | Monistrol d'Anoia    | Sant Sadurní d'Anoia | entitat singular de població                   | 16 hab    | 41° 26′ 51″ N, 1° 47′ 05″ E / 41.4474774491618°N,1.78465418360845°E 139 msnm |           | Monistrol d'Anoia (veïnat) | Modifica les dades a Wikidata |
|        | Sant Sadurní d'Anoia | Sant Sadurní d'Anoia | entitat singular de població capital municipal | 12689 hab | 41° 25′ 32″ N, 1° 47′ 07″ E / 41.42555°N,1.78519°E 156 msnm                  |           |                            | Modifica les dades a Wikidata |

## església
| imatge | Nom                              | Ubicat a             | instància de    | Detalls                                                                                            | coordenades | Protecció                                  | Commons (més fotos)                       | Dades a WD                    |
| ------ | -------------------------------- | -------------------- | --------------- | -------------------------------------------------------------------------------------------------- | --- | ------------------------------------------ | ----------------------------------------- | ----------------------------- |
|        | Sant Benet d'Espiells            | Sant Sadurní d'Anoia | església ermita | Estil: arquitectura romànica arquitectura gòtica                                                   | 41° 26′ 21″ N, 1° 48′ 42″ E / 41.439229°N,1.811705°E ca:Espiells, accés des de la crtra. de Sant Sadurní a Masquefa | bé cultural d'interès local                | Sant Benet d'Espiells                     | Modifica les dades a Wikidata |
|        | església de Monistrol            | Monistrol d'Anoia    | església        | | 41° 26′ 52″ N, 1° 47′ 09″ E / 41.447751°N,1.785707°E                                                                | bé integrant del patrimoni cultural català | Església Monistrol (Sant Sadurní d'Anoia) | Modifica les dades a Wikidata |
|        | església de Sant Sadurní d'Anoia | Sant Sadurní d'Anoia | església        | Arquitecte: Francesc Folguera i Grassi Estil: arquitectura gòtica arquitectura barroca noucentisme | 41° 25′ 29″ N, 1° 47′ 23″ E / 41.4246°N,1.78972°E ca:Plaça Dr. Salvans, 1                                           | bé cultural d'interès local                | Església de Sant Sadurní d'Anoia          | Modifica les dades a Wikidata |

## masia
| imatge | Nom                        | Ubicat a             | instància de | Detalls                           | coordenades                                                                                      | Protecció                                  | Commons (més fotos)                    | Dades a WD                    |
| ------ | -------------------------- | -------------------- | ------------ | --------------------------------- | ------------------------------------------------------------------------------------------------ | ------------------------------------------ | -------------------------------------- | ----------------------------- |
|        | Bellestar                  | Sant Sadurní d'Anoia | masia        |                                   | 41° 26′ 29″ N, 1° 47′ 14″ E / 41.4413070459672°N,1.78717535098727°E                              |                                            |                                        | Modifica les dades a Wikidata |
|        | Cal Canaletes              | Sant Sadurní d'Anoia | masia        |                                   | 41° 25′ 46″ N, 1° 47′ 28″ E / 41.4295683583147°N,1.79124760238915°E                              |                                            |                                        | Modifica les dades a Wikidata |
|        | Cal Joanot Fuster          | Sant Sadurní d'Anoia | masia        |                                   | 41° 25′ 42″ N, 1° 47′ 28″ E / 41.4282339012675°N,1.79111677515689°E                              |                                            |                                        | Modifica les dades a Wikidata |
|        | Cal Xurriu                 | Sant Sadurní d'Anoia | masia        |                                   | 41° 26′ 23″ N, 1° 47′ 06″ E / 41.4397427253549°N,1.7848942768513°E                               |                                            |                                        | Modifica les dades a Wikidata |
|        | Can Batllevell             | Sant Sadurní d'Anoia | masia        |                                   | 41° 27′ 38″ N, 1° 46′ 48″ E / 41.460515430992°N,1.7799411012537°E                                |                                            |                                        | Modifica les dades a Wikidata |
|        | Can Benet                  | Sant Sadurní d'Anoia | masia        |                                   | 41° 27′ 39″ N, 1° 47′ 44″ E / 41.4607078303863°N,1.79566255889498°E                              |                                            |                                        | Modifica les dades a Wikidata |
|        | Can Catassús               | Sant Sadurní d'Anoia | masia        |                                   | 41° 26′ 33″ N, 1° 47′ 50″ E / 41.4424022130433°N,1.79711437519186°E                              |                                            |                                        | Modifica les dades a Wikidata |
|        | Can Codorniu               | Sant Sadurní d'Anoia | masia        | Estil: modernisme català          | 41° 26′ 03″ N, 1° 47′ 49″ E / 41.434192°N,1.797013°E ca:Can Codorniu, al nord del poble 145 msnm |                                            | Can Codorniu (Sant Sadurní d'Anoia)    | Modifica les dades a Wikidata |
|        | Can Ferrer del Mas         | Sant Sadurní d'Anoia | masia        | Estil: historicisme arquitectònic | 41° 26′ 05″ N, 1° 46′ 59″ E / 41.434705°N,1.783159°E ca:Crtra. de Sant Sadurní a Masquefa        | bé cultural d'interès local                | Can Ferrer del Mas                     | Modifica les dades a Wikidata |
|        | Can Llopard de les Alzines | Sant Sadurní d'Anoia | masia        |                                   | 41° 27′ 15″ N, 1° 48′ 28″ E / 41.4542951372912°N,1.80781370836663°E                              |                                            |                                        | Modifica les dades a Wikidata |
|        | Can Prunamala              | Sant Sadurní d'Anoia | masia        |                                   | 41° 25′ 22″ N, 1° 46′ 10″ E / 41.422654878281°N,1.76954835460231°E                               |                                            |                                        | Modifica les dades a Wikidata |
|        | Can Romeu                  | Sant Sadurní d'Anoia | masia        |                                   | 41° 26′ 45″ N, 1° 46′ 46″ E / 41.4457393090444°N,1.77957497927394°E                              |                                            |                                        | Modifica les dades a Wikidata |
|        | Can Romeu dels Borrulls    | Sant Sadurní d'Anoia | masia        |                                   | 41° 26′ 44″ N, 1° 46′ 35″ E / 41.4455607619985°N,1.77633417695218°E                              |                                            |                                        | Modifica les dades a Wikidata |
|        | Casa d'Espiells            | Sant Sadurní d'Anoia | masia        |                                   | 41° 26′ 25″ N, 1° 48′ 37″ E / 41.4403497789529°N,1.81022361179977°E                              |                                            |                                        | Modifica les dades a Wikidata |
|        | Mas Cuquet                 | Sant Sadurní d'Anoia | masia        |                                   | 41° 25′ 47″ N, 1° 46′ 20″ E / 41.4297093337338°N,1.77223961921026°E                              |                                            |                                        | Modifica les dades a Wikidata |
|        | Mas de la Riera            | Sant Sadurní d'Anoia | masia        |                                   | 41° 25′ 13″ N, 1° 47′ 15″ E / 41.4202330701913°N,1.78747183619786°E                              |                                            | Mas de la Riera (Sant Sadurní d'Anoia) | Modifica les dades a Wikidata |
|        | Masia Cal Mota             | Sant Sadurní d'Anoia | masia        |                                   |                                                                                                  | bé integrant del patrimoni cultural català |                                        | Modifica les dades a Wikidata |
|        | Masia Cal Xurriu           | Sant Sadurní d'Anoia | masia        | Estil: arquitectura popular       |                                                                                                  | bé integrant del patrimoni cultural català |                                        | Modifica les dades a Wikidata |
|        | Torre de la Pubilla        | Sant Sadurní d'Anoia | masia        | Estil: arquitectura popular       | 41° 24′ 42″ N, 1° 47′ 23″ E / 41.4115649935268°N,1.78975081988087°E 195 msnm                     | bé integrant del patrimoni cultural català | Torre de la Pubilla                    | Modifica les dades a Wikidata |
|        | l'Aixertell                | Sant Sadurní d'Anoia | masia        |                                   | 41° 26′ 16″ N, 1° 46′ 19″ E / 41.437885292705°N,1.771989770721°E                                 |                                            |                                        | Modifica les dades a Wikidata |

## monument
| imatge | Nom                                                 | Ubicat a             | instància de | Detalls                                 | coordenades                                                                                  | Protecció | Commons (més fotos)                                  | Dades a WD                    |
| ------ | --------------------------------------------------- | -------------------- | ------------ | --------------------------------------- | -------------------------------------------------------------------------------------------- | --------- | ---------------------------------------------------- | ----------------------------- |
|        | Brindis                                             | Sant Sadurní d'Anoia | monument     |                                         | 41° 25′ 07″ N, 1° 47′ 34″ E / 41.418693°N,1.792677°E 171 msnm                                |           | Brindis (escultura)                                  | Modifica les dades a Wikidata |
|        | Monument a Anselm Clavé                             | Sant Sadurní d'Anoia | monument     |                                         | 41° 25′ 29″ N, 1° 46′ 57″ E / 41.42465839561847°N,1.782440295061782°E ca:Plaça de Pau Casals |           | Monument a Josep Anselm Clavé (Sant Sadurní d'Anoia) | Modifica les dades a Wikidata |
|        | Monument a Lluís Companys (Sant Sadurní d'Anoia)    | Sant Sadurní d'Anoia | monument     |                                         | 41° 25′ 49″ N, 1° 46′ 56″ E / 41.43030235510025°N,1.7821361494043348°E                       |           | Monument a Lluís Companys (Sant Sadurní d'Anoia)     | Modifica les dades a Wikidata |
|        | Monument a la Sardana (Sant Sadurní d'Anoia)        | Sant Sadurní d'Anoia | monument     |                                         | 41° 25′ 35″ N, 1° 46′ 51″ E / 41.426319424572554°N,1.7809683250055943°E                      |           | Monument a la Sardana (Sant Sadurní d'Anoia)         | Modifica les dades a Wikidata |
|        | Monument als donants de sang a Sant Sadurní d'Anoia | Sant Sadurní d'Anoia | monument     | 2017-07-29 Anomenat per: donant de sang | 41° 25′ 44″ N, 1° 47′ 18″ E / 41.42883333333333°N,1.7884666666666666°E                       |           |                                                      | Modifica les dades a Wikidata |
|        | Volta del Raïm                                      | Sant Sadurní d'Anoia | monument     |                                         | 41° 25′ 01″ N, 1° 47′ 38″ E / 41.417048°N,1.793983°E 180 msnm                                |           | Volta del Raïm                                       | Modifica les dades a Wikidata |

## nucli de població
| imatge | Nom                     | Ubicat a             | instància de      | Detalls | coordenades                                                       | Protecció | Commons (més fotos)  | Dades a WD                    |
| ------ | ----------------------- | -------------------- | ----------------- | ------- | ----------------------------------------------------------------- | --------- | -------------------- | ----------------------------- |
|        | Can Codorniu            | Sant Sadurní d'Anoia | nucli de població |         | 41° 26′ 14″ N, 1° 47′ 54″ E / 41.437290313344°N,1.798330308669°E  |           | Can Codorniu (nucli) | Modifica les dades a Wikidata |
|        | Can Ferrer del Mas      | Sant Sadurní d'Anoia | nucli de població |         | 41° 26′ 10″ N, 1° 46′ 45″ E / 41.436188151287°N,1.7791999296429°E |           |                      | Modifica les dades a Wikidata |
|        | Can Romeu               | Sant Sadurní d'Anoia | nucli de població |         | 41° 26′ 59″ N, 1° 46′ 49″ E / 41.449708961763°N,1.7801436190052°E |           |                      | Modifica les dades a Wikidata |
|        | Mas Esperó              | Sant Sadurní d'Anoia | nucli de població |         | 41° 27′ 22″ N, 1° 47′ 57″ E / 41.456214292423°N,1.7991783238342°E |           |                      | Modifica les dades a Wikidata |
|        | Vilarnau                | Sant Sadurní d'Anoia | nucli de població |         | 41° 25′ 54″ N, 1° 46′ 50″ E / 41.431698132733°N,1.7804809032212°E |           |                      | Modifica les dades a Wikidata |
|        | el Molí d'en Guineu     | Sant Sadurní d'Anoia | nucli de població |         | 41° 25′ 58″ N, 1° 48′ 20″ E / 41.432862346072°N,1.8055931399897°E |           | El Molí d'en Guineu  | Modifica les dades a Wikidata |
|        | la Fàbrica d'en Jordana | Sant Sadurní d'Anoia | nucli de població |         | 41° 26′ 30″ N, 1° 47′ 11″ E / 41.441667392297°N,1.7862793487244°E |           |                      | Modifica les dades a Wikidata |

## plaça
| imatge | Nom                   | Ubicat a             | instància de       | Detalls                                               | coordenades                                                                                        | Protecció                                  | Commons (més fotos)                          | Dades a WD                    |
| ------ | --------------------- | -------------------- | ------------------ | ----------------------------------------------------- | -------------------------------------------------------------------------------------------------- | ------------------------------------------ | -------------------------------------------- | ----------------------------- |
|        | plaça Nova            | Sant Sadurní d'Anoia | plaça conjunt urbà | 19th century                                          | 41° 25′ 31″ N, 1° 47′ 07″ E / 41.425182°N,1.785341°E ca:Pl. Primer Homenatge a la Vellesa 164 msnm | bé integrant del patrimoni cultural català | Plaça Nova (Sant Sadurní d'Anoia)            | Modifica les dades a Wikidata |
|        | plaça de l'Ajuntament | Sant Sadurní d'Anoia | plaça              | Estil: arquitectura modernista arquitectura eclèctica | 41° 25′ 27″ N, 1° 47′ 11″ E / 41.424166666667°N,1.7863888888889°E                                  | bé integrant del patrimoni cultural català | Plaça de l'Ajuntament (Sant Sadurní d'Anoia) | Modifica les dades a Wikidata |

## polígon industrial
| imatge | Nom                                     | Ubicat a             | instància de       | Detalls | coordenades                                                         | Protecció | Commons (més fotos) | Dades a WD                    |
| ------ | --------------------------------------- | -------------------- | ------------------ | ------- | ------------------------------------------------------------------- | --------- | ------------------- | ----------------------------- |
|        | Polígon industrial Can Ferrer del Mas   | Sant Sadurní d'Anoia | polígon industrial |         | 41° 26′ 08″ N, 1° 46′ 48″ E / 41.4355374729103°N,1.77989778348289°E |           |                     | Modifica les dades a Wikidata |
|        | Polígon industrial Les Casetes d'en Mir | Sant Sadurní d'Anoia | polígon industrial |         | 41° 25′ 26″ N, 1° 46′ 34″ E / 41.4239129114497°N,1.77602270852344°E |           |                     | Modifica les dades a Wikidata |
|        | Polígon industrial Molí del Racó        | Sant Sadurní d'Anoia | polígon industrial |         | 41° 25′ 57″ N, 1° 48′ 17″ E / 41.4324208244536°N,1.80476710075426°E |           |                     | Modifica les dades a Wikidata |

## pont
| imatge | Nom                                  | Ubicat a             | instància de | Detalls | coordenades                                                            | Protecció                                  | Commons (més fotos)          | Dades a WD                    |
| ------ | ------------------------------------ | -------------------- | ------------ | --- | ---------------------------------------------------------------------- | ------------------------------------------ | ---------------------------- | ----------------------------- |
|        | Pont de Sant Sadurní                 | Sant Sadurní d'Anoia | pont         | Estil: arquitectura popular Estat: enderrocat o destruït jaciment arqueològic                                     | 41° 25′ 32″ N, 1° 47′ 25″ E / 41.42564°N,1.79017°E                     |                                            | Pont de Sant Sadurní         | Modifica les dades a Wikidata |
|        | Pont de l'Anoia                      | Sant Sadurní d'Anoia | pont         | Travessa: Anoia                                                                                                   | 41° 26′ 36″ N, 1° 47′ 13″ E / 41.4433223899679°N,1.78695826135783°E    |                                            |                              | Modifica les dades a Wikidata |
|        | Pont del Torrent de Can Batller Vell | Sant Sadurní d'Anoia | pont         | Estil: arquitectura popular                                                                                       |                                                                        | bé integrant del patrimoni cultural català |                              | Modifica les dades a Wikidata |
|        | pont de Sant Sadurní d'Anoia         | Sant Sadurní d'Anoia | pont         | Creador: Melcior de Palau i Català Travessa: riera de Lavernó                                                     | 41° 25′ 17″ N, 1° 47′ 30″ E / 41.42128950761943°N,1.7917907238006594°E |                                            | Pont de Sant Sadurní d'Anoia | Modifica les dades a Wikidata |
|        | viaducte de l'estació                | Sant Sadurní d'Anoia | pont         | Creador: Melcior de Palau i Català Travessa: línia Barcelona-Vilafranca-Tarragona Estació de Sant Sadurní d'Anoia | 41° 25′ 15″ N, 1° 47′ 46″ E / 41.42073°N,1.796007°E 153 msnm           |                                            | Viaducte de l'estació        | Modifica les dades a Wikidata |

## sepultura
| imatge | Nom                           | Ubicat a             | instància de | Detalls                  | coordenades                                                                                       | Protecció | Commons (més fotos) | Dades a WD                    |
| ------ | ----------------------------- | -------------------- | ------------ | ------------------------ | ------------------------------------------------------------------------------------------------- | --------- | ------------------- | ----------------------------- |
|        | Cementiri. Panteó Domènech    | Sant Sadurní d'Anoia | sepultura    | Estil: modernisme català | 41° 25′ 42″ N, 1° 47′ 35″ E / 41.42820358276367°N,1.7930190563201904°E ca:Passeig de Can Codorniu |           |                     | Modifica les dades a Wikidata |
|        | Cementiri. Sepulcre Mir-Ragué | Sant Sadurní d'Anoia | sepultura    |                          | 41° 25′ 40″ N, 1° 47′ 38″ E / 41.427886962890625°N,1.793869972229004°E ca:Passeig de Can Codorniu |           |                     | Modifica les dades a Wikidata |

## Misc
| imatge | Nom                                                 | Ubicat a                      | instància de                   | Detalls                                                                                   | coordenades | Protecció                                            | Commons (més fotos)                           | Dades a WD                    |
| ------ | --------------------------------------------------- | ----------------------------- | ------------------------------ | ----------------------------------------------------------------------------------------- | --- | ---------------------------------------------------- | --------------------------------------------- | ----------------------------- |
|        | Agustí Torelló Mata (escultura)                     | Sant Sadurní d'Anoia          | obra escultòrica               |                                                                                           | 41° 25′ 28″ N, 1° 46′ 57″ E / 41.42449137347412°N,1.7824772608945028°E                                              |                                                      | Agustí Torelló Mata (escultura)               | Modifica les dades a Wikidata |
|        | Biblioteca i Centre Cultural a les Antigues Escoles | Sant Sadurní d'Anoia          | edifici públic                 |                                                                                           | 41° 25′ 31″ N, 1° 47′ 11″ E / 41.42520523071289°N,1.786257028579712°E ca:Carrer Pau Claris                          |                                                      |                                               | Modifica les dades a Wikidata |
|        | Casa Massana                                        | Sant Sadurní d'Anoia          | edifici residencial            | Estil: arquitectura eclèctica                                                             | 41° 25′ 26″ N, 1° 47′ 12″ E / 41.4238°N,1.7868°E ca:Carrer Sant Antoni, 23-25                                       | bé cultural d'interès local                          | Casa Massana (Sant Sadurní d'Anoia)           | Modifica les dades a Wikidata |
|        | Casa de la Vila                                     | Sant Sadurní d'Anoia          | casa consistorial              | Arquitecte: Ubald Iranzo i Eiras Miquel Niubó i Munté Estil: arquitectura modernista 1900 | 41° 25′ 26″ N, 1° 47′ 13″ E / 41.424°N,1.786824°E ca:Plaça de l'Ajuntament, 1                                       | bé cultural d'interès local                          | Casa de la Vila de Sant Sadurní d'Anoia       | Modifica les dades a Wikidata |
|        | Castell d'en Vilarnau                               | Sant Sadurní d'Anoia          | monestir castell               |                                                                                           | 41° 26′ 06″ N, 1° 48′ 24″ E / 41.4350270479981°N,1.80680190991057°E                                                 |                                                      |                                               | Modifica les dades a Wikidata |
|        | Estació de Sant Sadurní d'Anoia                     | Sant Sadurní d'Anoia          | estació de ferrocarril edifici |                                                                                           | 41° 25′ 14″ N, 1° 47′ 41″ E / 41.4205°N,1.79469°E                                                                   |                                                      | Sant Sadurní d'Anoia train station            | Modifica les dades a Wikidata |
|        | La Bèstia (Sant Sadurní d'Anoia)                    | Sant Sadurní d'Anoia          | drac                           | 2020                                                                                      | |                                                      | La Bèstia (Sant Sadurní d'Anoia)              | Modifica les dades a Wikidata |
|        | La Rectoria                                         | Sant Sadurní d'Anoia          | rectoria                       | Arquitecte: Francesc Folguera i Grassi Estil: noucentisme                                 | 41° 25′ 29″ N, 1° 47′ 22″ E / 41.424852°N,1.789544°E ca:Plaça Dr. Salvans, 1                                        | bé cultural d'interès local                          | Rectoria de Sant Sadurní d'Anoia              | Modifica les dades a Wikidata |
|        | Miranda d'Espiells                                  | Sant Sadurní d'Anoia Espiells | torre                          |                                                                                           | 41° 26′ 13″ N, 1° 48′ 37″ E / 41.43693229679182°N,1.8103893892993828°E                                              |                                                      | La Miranda d'Espiells                         | Modifica les dades a Wikidata |
|        | Molí de l'Aixertell                                 | Sant Sadurní d'Anoia          | molí d'aigua                   |                                                                                           | 41° 26′ 29″ N, 1° 46′ 24″ E / 41.4414927803027°N,1.77326242608754°E                                                 |                                                      |                                               | Modifica les dades a Wikidata |
|        | Portal de Ponent (Pont Romà)                        | Sant Sadurní d'Anoia          | estructura arquitectònica      |                                                                                           | 41° 25′ 32″ N, 1° 47′ 23″ E / 41.42548370361328°N,1.789708971977234°E ca:Plaça del Pont Romà / Carrer de l'Església |                                                      |                                               | Modifica les dades a Wikidata |
|        | Pou de gel de Can Romeu dels Borrulls               | Sant Sadurní d'Anoia          | pou de neu                     | Estil: arquitectura popular                                                               | 41° 26′ 28″ N, 1° 46′ 29″ E / 41.441053°N,1.774653°E                                                                | bé integrant del patrimoni cultural català           |                                               | Modifica les dades a Wikidata |
|        | Torre de la Font del Mingo                          | Sant Sadurní d'Anoia          | torre de sentinella            | Estil: arquitectura popular                                                               | 41° 25′ 27″ N, 1° 46′ 59″ E / 41.424179°N,1.782955°E ca:Carrer Mossèn Cinto Verdaguer, 5                            | bé d'interès cultural                                | Torre de la Font del Mingo                    | Modifica les dades a Wikidata |
|        | Turó de les Mates                                   | Sant Sadurní d'Anoia          | muntanya                       |                                                                                           | 41° 27′ 51″ N, 1° 47′ 43″ E / 41.4642°N,1.79528°E 268.2 msnm                                                        |                                                      |                                               | Modifica les dades a Wikidata |
|        | Vilarnau                                            | Sant Sadurní d'Anoia          | casa forta                     | Estil: arquitectura popular                                                               | 41° 26′ 03″ N, 1° 48′ 04″ E / 41.43413°N,1.80116°E                                                                  | bé d'interès cultural bé cultural d'interès nacional | Vilarnau (Sant Sadurní d'Anoia)               | Modifica les dades a Wikidata |
|        | carrer de la Diputació                              | Sant Sadurní d'Anoia          | carrer                         | Estil: arquitectura modernista arquitectura eclèctica 19th century                        | 41° 25′ 24″ N, 1° 47′ 21″ E / 41.423333333333°N,1.7891666666667°E 152 msnm                                          | bé integrant del patrimoni cultural català           | Carrer de la Diputació (Sant Sadurní d'Anoia) | Modifica les dades a Wikidata |
|        | llac de Can Codorniu                                | Sant Sadurní d'Anoia          | llac                           | Superfície: 5.2ha                                                                         | 41° 26′ 14″ N, 1° 47′ 17″ E / 41.437102°N,1.788178°E 149 msnm                                                       |                                                      | Llac de Can Codorniu                          | Modifica les dades a Wikidata |
|        | roure de Can Codorniu                               | Sant Sadurní d'Anoia          | arbre singular                 | Taxon: roure cerrioide (Quercus × cerrioides) Ample: 28.5m Alt: 17m Perímetre: 5.22m      | 41° 26′ 03″ N, 1° 47′ 45″ E / 41.43404°N,1.79571°E ca:Can Codorniu 149 msnm                                         | arbre monumental                                     | Roure de Can Codorniu                         | Modifica les dades a Wikidata |